# Theodor Ziemssen
Theodor Ziemssen (* 18. Februar 1777 in Greifswald; † 20. Oktober 1843 in Thurow) war ein deutscher Theologe, Pädagoge und Botaniker.

## Leben und Wirken
Theodor Ziemssen war der älteste Sohn des Greifswalder Diakons Johann Christoph Ziemssen. Nach Privatunterricht und zwei Jahren an der Greifswalder Stadtschule studierte er vier Jahre Theologie in Greifswald. In Jena setzte er für ein Jahr seine Studien bei Fichte, Paulus und Griesbach fort und ging danach von 1799 bis 1803 als Hauslehrer in die Schweiz. Im Februar 1799 hatte er sich in Jena der Gesellschaft der freien Männer angeschlossen.
Dort lernte er den als Erzieher tätigen Herbart und den Lieblingsschüler von Johann Heinrich Voß, Friedrich August Eschen, kennen. Die drei Freunde planten die Gründung eines modernen Bildungsinstitutes. Herbart ging jedoch wieder nach Deutschland, Eschen kam im August 1800 bei einer Gletscherwanderung mit Ziemssen am Mont Blanc ums Leben. Der Schock über das Unglück führte bei Ziemssen zu einer längeren Nervenkrankheit. Seine Berichte an die Hinterbliebenen und an Voß wurden ohne sein Wissen veröffentlicht. 
Ziemssen trat in die Dienste des Barons Frisching auf Schloss Rümligen und lernte in Bern Pestalozzi kennen, den er dann auch in Burgdorf oft besuchte. Ziemssen gehörte auch der fünfköpfigen Kommission an, die im Auftrag des Ministers Stapfer die Methode Pestalozzis überprüfen sollte. Später schrieb Pestalozzi an Ziemssen: „Es ist wahr, Sie waren einer der ersten, der in dem schwachen Keime die Früchte ahnete!“.
Ziemssen wohnte inzwischen in Bern bei Geßner, dem Schwiegersohn Wielands und plante, pädagogische Vorlesungen zu halten. Er wurde jedoch von der Familie nach Greifswald zurückgerufen und lehnte deshalb das Angebot Pestalozzis auf Einstellung in die Leitung seines Institutes ab.
Auf der Rückreise machte Ziemssen in Jena Station, wurde zum Doktor der Philosophie promoviert und traf 1803 wieder in der Heimat ein. 1804 habilitierte er sich in Greifswald über Pestalozzis Lehrart. Er las als Privatdozent über Pädagogik und Philosophie und war daneben Vorsteher des Landschullehrerseminars. 
1806 nahm er die Pfarre in Hanshagen bei Greifswald an und heiratete Wilhelmine von Mühlenfels, eine Tochter von Johann Jakob von Mühlenfels und Verwandte der Ehefrau von Friedrich Schleiermacher. 1807 gründete er in Hanshagen eine private Erziehungsanstalt, in der bis 1826 jeweils zehn bis zwölf Jungen lebten, die nach der Methode Pestalozzis unterrichtet wurden. Christian Adolf Hasert wirkte hier eine Zeit lang als sein Assistent.
In Hanshagen unterrichtete Ziemssen u. a. in der reichen Natur der Umgebung, die auch den berühmten Botaniker Kurt Sprengel sowie Adelbert von Chamisso während ihrer Besuche bei Ziemssen erfreute.
Das glückliche Leben wurde gestört, als das Pfarrhaus im Juli 1826 abbrannte und Ziemssen bei der Rettung des Pfarrarchivs schwere Brandverletzungen erlitt. Er musste drei Jahre in Greifswald leben, bis das Pfarrhaus wieder aufgebaut war. Die Erziehungsanstalt wurde geschlossen.
1815 erhielt er die theologische Doktorwürde der Universität Rostock, 1821 wurde er zum Superintendenten der Greifswalder Landsynode ernannt.
Ziemssen starb in der Nachbargemeinde Thurow, die er auf einer Dienstreise besuchte, an einem Herzschlag.

## Schriften (Auswahl)
- Ueber die Entstehung des Gehorsams in der Erziehung, ein pädagogisches Fragment. Greifswald 1803.
- Dissertatio paedagogica de Pestalozziana institutionis methodo. 1804 (Habilitationsschrift).
- Die Verbesserung der Erziehung das dringendste Bedürfniß der Gegenwart. 1804.
- Das Christenthum im Verhältniß zum Zeitalter seiner Entstehung. 1815.
- Botanische Bemerkungen über die Insel Rügen. 1819 (mit Christian Friedrich Hornschuch).